# Timelash
Timelash (Latigazo temporal) es el quinto serial de la 22ª temporada de la serie británica de ciencia ficción Doctor Who, emitido originalmente en dos episodios semanales del 9 al 16 de marzo de 1985.

## Argumento
Mientras el Sexto Doctor y Peri se están peleando para decidir su próximo destino, la TARDIS de repente se ve atrapada en un corredor Kroton (similar al corredor temporal de Resurrection of the Daleks). Después de que el Doctor intente sin éxito liberar la nave, Peri y él se ponen el cinturón de seguridad, preparándose para lo peor. La TARDIS se aproxima al corredor y casi sale destrozada en el impacto, pero se estabiliza una vez ha entrado, navegando hasta la fuente de la perturbación, el planeta Karfel, un mundo que el Doctor ya ha visitado antes.
En el planeta Karfel, la pequeña población está gobernada en una rígida jerarquía, en la cumbre de la cual está Borad, un gobernante sádico y despótico. El Borad nunca se ha presentado en persona, solo a través de monitores de seguridad que lo revelan como un anciano digno, pero algo en su actitud no suena a verdad. El miedo se impone rígidamente a través de la vigilancia de androides; y todos los rebeldes son tratados mediante ejecución sumaria o despacho y muerte a través del Timelash, un exilio permanente y finalmente fatal en un corredor de Time and Space. Actuando como un representante de Borad, Maylin es el más antiguo de los cinco consejeros de Karfel. Uno de ellos, Mykros, no está contento con la regla del Borad. Desde que los Borad llegaron al poder, su gente se ha desilusionado, rebelde y miserable, y sus antiguos aliados, los Bandrils, se han propuesto invadir. Los Bandrils amenazan la guerra después de que Borad rescinda el tratado de suministro de grano que sustentaba la relación entre las dos civilizaciones.
Mykros decide descubrir la verdad y sigue a Maylin, Renis, a la cámara de poder de Borad. El infortunado Maylin está transfiriendo los suministros de energía de los Karfelon al sistema personal de Borad, a pesar del peligro para su propia esposa, que se está recuperando de una cirugía en el hospital. Renis encuentra a Mykros y le da su bendición en rebelión. Sin embargo, Borad descubre y dictamina el castigo habitual: el Maylin muere a la fuerza en un rayo mortal mientras Mykros es sentenciado al Timelash. Antes de que pueda ser enviado, sin embargo, Vena, la hija de Renis y el amante de Mykros intervienen para suplicar por su vida. Cuando esto falla, ella roba un amuleto que confiere el poder de pervertir el suministro de energía del nuevo Maylin, el adulador Tekker, y accidentalmente cae en la red del Timelash.
La llegada de la TARDIS le presenta a Tekker la oportunidad de intentar recuperar el amuleto. El inteligente Maylin saluda al Doctor y Peri como invitados favoritos, pero el Doctor sospecha de una sociedad Karfelon que ha realizado enormes avances científicos en un corto espacio de tiempo y que no permite los espejos. Cuando el Doctor se niega a aventurarse en el Timelash, Tekker explica que Peri ha sido tomado como rehén para asegurar su cooperación en la recuperación del amuleto. La han llevado a las cuevas de Morlox, grandes lagartos autóctonos de Karfel, donde sus captores esperan que ella muera. Ella es rescatada por algunos rebeldes de Karfelon, Katz y Sezon, que matan a una de las criaturas que la amenazan y la llevan a su compañía. Sin embargo, pronto son atacados y capturados por una patrulla de guardias.
Para proteger a Peri, el Doctor devuelve la TARDIS al Timelash y viaja a Escocia en 1885. Cuando llega el Doctor encuentra a Vena, el amuleto y un joven llamado Herbert. Los tres parten en su viaje de regreso para devolver el amuleto, que es todo lo que le preocupa a Tekker cuando llega la TARDIS a la Cámara del Consejo. El Doctor, Vena y Herbert son rodeados por los rebeldes. Sezon y Katz están condenados al Timelash.
Se pelean, matan al adormilador Consejero Brunner y sellan las puertas de la Cámara, decididos a resistir el asedio. Esto le da al Doctor el tiempo suficiente para levantar el Timelash en una cuerda y tomar dos Cristales Kontron de la pared del Corredor del Tiempo. Él usa esto para crear un ardid de tiempo que le permite salir de la Cámara, y Herbert lo sigue.
Mientras tanto, Tekker huyó al Borad y culpa al adversario al último Consejero leal, Kendron, a quien el Borad ejecuta. Tekker permanece en el lado del Borad, ahora revelado como una espantosa amalgama de humanos y Morlox. Juntos lo miran en una pantalla mientras Peri es llevado a una cueva y atado mientras Morlox se reúne para alimentarse. Un bote del producto químico Mustakozene-80 se coloca cerca, que tiene la capacidad de fusionar diferentes tejidos como una sola criatura. Parece que Borad le ha tomado cariño a Peri y desea mutarla como él. El Doctor llega para enfrentarse a Tekker y Borad, reconociendo a este último como Megelen, un científico loco que encontró en su visita previa a Karfel y expuesto al Consejo para experimentos poco éticos sobre Morloxes. Parece que uno de esos experimentos ha ido mal, y Megelen desea replicar su efecto para crear un socio. Su plan ha sido provocar una guerra con los Bandrils que resultará en el uso de ojivas nucleares que acabarán con todos los Karfelons, pero dejarán vivo a Morlox y a él mismo, permitiéndole repoblar el mundo a su propia imagen. Esta revelación también incita a Tekker a rebelarse, pero él es rápidamente envejecido hasta la muerte. Luego, el Doctor utiliza un Cristal Kontron para desviar el haz de Megelen hacia él, matando al mutante en su silla de ruedas.
Herbert ahora ayuda al Doctor a rescatar a Peri. Vuelven a la Cámara del Consejo donde Mykros y Vena han identificado una flota de invasión Bandril que está cerca de Karfel. Los Bandrils sospechan de los intentos del Doctor por intervenir y prevenir un ataque con misiles, lo que lo lleva a tomar medidas drásticas. El Doctor materializa la TARDIS en el camino de la ojiva entrante, arriesgando su propia vida para salvar a Karfel. Lo hace con éxito y regresa a Karfel para encontrar que Megelen regresó de entre los muertos y amenazó a la Cámara del Consejo, o mejor dicho, que el otro era un clon de este original. Megelen se ve desequilibrada por la imagen de sí mismo en un espejo tapiado, revelando la razón por la que se escondió, y en este estado es arrojado al Timelash por el Doctor, donde puede haber terminado como el monstruo de Loch Ness (El doctor dice "puede ser visto de vez en cuando").
Como el Doctor y Peri están a punto de partir y llevar a Herbert a su tiempo correcto, Herbert dice que desea permanecer en Karfel. El Doctor, sin embargo, le confiesa a Peri que tiene la sensación de que Herbert volverá a 1885. Él le muestra su tarjeta de presentación de Herbert que le da el nombre de H. G. Wells.

### Continuidad
Al final de la historia, el Borad es enviado en el tiempo de vuelta a la Escocia del siglo XII. El Doctor especula con que el Borad se convierta en el monstruo del lago Ness. Esta es la segunda explicación para esta criatura, ya que en el serial Terror of the Zygons, la legendaria criatura es un arma cyborg de los Zygons.
Esta historia hace referencia a una aventura donde el Tercer Doctor, Jo Grant y un segundo acompañante sin nombre visitó Karfel. Esta aventura nunca ha aparecido ni en pantalla ni en ninguna otra publicación literaria o de audio. En el episodio de The Sarah Jane Adventures, Jo menciona esa visita a Karfel.

## Producción
| Episodio          | Fecha de emisión    | Duración | Espectadores en millones | Estado en el archivo  |
| ----------------- | ------------------- | -------- | ------------------------ | --------------------- |
| Episodio 1        | 9 de marzo de 1985  | 45:00    | 6,7                      | Cinta original en PAL |
| Episodio 2        | 16 de marzo de 1985 | 44:35    | 7,4                      | Cinta original en PAL |
| [ 1 ] [ 2 ] [ 3 ] |                     |          |                          |                       |

El serial está lleno de referencias a novelas de H. G. Wells: La máquina del tiempo, La guerra de los mundos, El hombre invisible y La isla del doctor Moreau.